# Middlesex County Football League
Middlesex County Football League är en engelsk fotbollsliga, grundad 1984. Den har sex divisioner och toppdivisionen Premier Division ligger på nivå 11 i det engelska ligasystemet. Ligan är en matarliga till Combined Counties Football League och Hellenic Football League.

## Mästare
Mästare sedan start syns i tabellen nedan.
| Säsong  | Premier Division          | Division One                                                                                   | Division Two                      | Division Three                           |
| ------- | ------------------------- | ---------------------------------------------------------------------------------------------- | --------------------------------- | ---------------------------------------- |
| 2002-03 | Hanworth Villa FC         | Southall Town FC Reserves                                                                      | Harefield Ex-Services FC          | Stonewall FC Reserves                    |
| 2003-04 | Wraysbury FC              | Brazilian FSSC                                                                                 | Eastcote FC                       | Parkfield Youth Old Boys FC              |
| 2004-05 | Hanworth Villa FC         | Neasden Foundation FC                                                                          | Parkfield Youth Old Boys FC       | LPOSSA                                   |
| 2005-06 | Battersea Ironsides FC    | Sport London e Benfica FC                                                                      | Signcraft FC                      | Harrow St. Mary's Youth Old Boys         |
| 2006-07 | Sport London e Benfica FC | South Kilburn FC                                                                               | London United Football Academy FC | FC Baresi (East) och Brunswick FC (West) |
| 2007-08 | Indian Gymkhana           | Park View (central) och Kodak (Harrow) (West)                                                  | Harrow St. Mary's                 | Harrow Club (Div 3 Hounslow & Dist)      |
| 2008-09 | Bethnal Green United      | Copland (Central/East) och North Kensington(West)                                              | LPOSSA                            | Grange Park (Div 3 Hounslow & Dist)      |
| 2009-10 | Interwood                 | Sporting Hackney (Central/East) och Stedfast United (West)                                     | Imperial College Old Boys         | Eutectic (Div 3 Hounslow & Dist)         |
| 2010-11 | Willesden Constantine     | West Essex (Central/East) och North Kensington (West)                                          | Pitshanger Dynamo                 | Belmullet Town (Div 3 Hounslow & Dist)   |
| 2011-12 | Interwood                 | Kilburn (Central/East) och FC Assyria (West)                                                   | Bay                               |                                          |
| 2012-13 | British Airways           | Cricklewood Wanderers (Central/East) och London Post Office Sports & Social Association (West) | Stedfast                          |                                          |
| 2013-14 | Sporting Hackney          | Pearscroft United (Central/East) och LPOSSA (West)                                             | Heston Bombers                    |                                          |